# スピードフライング
スピードフライング (Speed Flying) は、小型・高速のスピードグライダーやスカイダイビング用パラシュートを使い、山の斜面からパラグライダーのようにテイクオフして、低空をハイスピードで飛行するスカイスポーツである。
よく似たスポーツに スピードライディング (Speed Riding) がある。これは一般に、スピードフライングが走ってテイクオフする (Foot-Launch) ものであるのに対して、スキーを使用してテイクオフするウインタースポーツであるとされている。しかし、これらの呼称はしばしば混同されて使用されている。

## 翼の比較
空気を取り込むことによって翼の形をつくる「軟体翼」の性能の比較は以下の通り。
- スピードグライダー - 翼面積：8–18 m2 (85–195 ft2)  滑空比：3:1–5:1 速度：30–145 km/h (20–90 mph)
- パラグライダー - 翼面積：20–35 m2  (215–375 ft2) 滑空比：8:1–11:1 速度：20–70 km/h (12–45 mph)
- パラシュート - 翼面積：5.4–25 m2  (58–270 ft2)  滑空比：3:1 速度：25–145 km/h (15–90 mph)